# Championnat du Norrland de football 1943
 (signalé en juin 2025).
Si vous disposez d'ouvrages ou d'articles de référence ou si vous connaissez des sites web de qualité traitant du thème abordé ici, merci de compléter l'article en donnant les références utiles à sa vérifiabilité et en les liant à la section « Notes et références ».
- Archive Wikiwix
- Bing
- Cairn
- DuckDuckGo
- E. Universalis
- Gallica
- Google
- G. Books
- G. News
- G. Scholar
- Persée
- Qwant
- (zh) Baidu
- (ru) Yandex
- (wd) trouver des œuvres sur Wikidata

Navigation
Édition précédente Édition suivante
Le Championnat du Norrland 1943 ou Norrländska Mästerskapet 1943 est la 13e édition de ce championnat qui vise à permettre aux meilleurs clubs du Norrland, alors écartés de l'Allsvenskan, de s'affronter afin de déterminer le meilleur club des régions septentrionales du pays. GIF Sundsvall remet son trophée en jeu.

## Tour préliminaire
- 14 juin 1943 : IF Friska Viljor 6 - 2 IFK Östersund
- 14 juin 1943 :  Skellefteå AIK 1 - 2 IFK Holmsund
- 14 juin 1943 : Kiruna BK 2 - 3 Bodens BK

## Phase finale
GIF Sundsvall, en tant que vainqueur de l'édition 1942, est directement qualifié pour les demi-finales.
|  | Demi-finales                                         | Demi-finales                                         |              |   | Finale                     | Finale                     |
|  | Demi-finales                                         | Demi-finales                                         |              |   | Finale                     | Finale                     |
|  |                                                      |                                                      |              |   |                            |                            |
|  | 11 juillet 1943 à Sundsvall (Sundsvalls idrottspark) | 11 juillet 1943 à Sundsvall (Sundsvalls idrottspark) |              |   | 25 juillet 1943 à Holmsund | 25 juillet 1943 à Holmsund |
|  | 11 juillet 1943 à Sundsvall (Sundsvalls idrottspark) | 11 juillet 1943 à Sundsvall (Sundsvalls idrottspark) |              |   | 25 juillet 1943 à Holmsund | 25 juillet 1943 à Holmsund |
|  | GIF Sundsvall                                        | 2 (3)                                                |              |   | 25 juillet 1943 à Holmsund | 25 juillet 1943 à Holmsund |
|  | GIF Sundsvall                                        | 2 (3)                                                |              |   | 25 juillet 1943 à Holmsund | 25 juillet 1943 à Holmsund |
|  | IF Friska Viljor (a.p.)                              | 2 (4)                                                |              |   | 25 juillet 1943 à Holmsund | 25 juillet 1943 à Holmsund |
|  | IF Friska Viljor (a.p.)                              | 2 (4)                                                | IFK Holmsund | 1 |                            |                            |
|  | 18 juillet 1943 à Holmsund                           |                                                      | IFK Holmsund | 1 |                            |                            |
|  |                                                      | IF Friska Viljor                                     | 4            |   |                            |                            |
|  | IFK Holmsund                                         | IF Friska Viljor                                     | 4            | 2 |                            |                            |
|  | IFK Holmsund                                         |                                                      |              | 2 |                            |                            |
|  | Bodens BK                                            | 1                                                    |              |   |                            |                            |
|  | Bodens BK                                            | 1                                                    |              |   |                            |                            |

| Vainqueur du Norrländska Mästerskapet 1943 |
| ------------------------------------------ |
| IF Friska Viljor 1er titre                 |